# Игуманија Текла (Мићић)
Текла (световно Милева Мићић; Степојевац код Лазаревца, 1912 — Манастир Мрзеница, 1977) била је игуманија Никоља Кабларскога.

## Биографија
Игуманија Текла Мићић рођена је у селу Степојевцу, у срезу посавском, 1912. године, као једно од осморо деце у својих родитеља Радојице и Ружице Мићић. На крштењу добила је име Милева. Отац јој је погинуо у Првом светском рату, а мајку није запамтила, јер јој се мајка одмах после мужевљеве смрти разболела и ускоро умрла. Пред смрт мајка је остави у аманет својој сестри Станији, удатој у Бреоце, код Лазаревца, да је негује. Тако је мала Милева код своје побожне тетке лепо однеговала и хришћански васпитала. Уз тетку и богомољачке скупове Милева је сазнала и за женске манастире, јер се тетка Станија о њој бринула тако да не би боље ни рођена мајка. Кад се Милева, иако нежног здравља, као девојка од својих 19 година одлучила да пође у манастир, тетка јој се, иако није била за то расположена, ипак сложила са њом и довела је у оближње село Шопиће, кући познатог богомољца брата-Живана, где су их чекале игуманија Касијана и монахиња Ирина из манастира Калишта. Тако је са њима двема Милева пошла к њима у овај манастир у Македонији уочи своје крсне славе Светог Игњатија Богносца, 19. децембра 1930. године.
Онако тиху, послушну и побожну, све су је сестре у манастиру заволеле, јер је, поред тих добрих особина знала и на машину да шије као и да ради све друге женске послеве. По благослову владике Николаја, манастирски духовник отац архимандрит Рафаило замонашио ју је уз Божићни пост у манастиру Калишту 1935. године. Тада је добила монашко име Текла.
Када је духовник отац Рафаило 1936. године одабрао и повео из Калишта у Србију 12 сестара, међу којима је била и монахиња Текла. Сви су они дошли и Овчар, у манастир Јовање. Монахиња Текла била је у Јовању примерна монахиња. После смрти игуманије Ирине 1939. године, она помаже новој игуманији Катарини у управљању манастиром и, као у Калишту, тако и у Јовању, помажући игуманији, она помаже у цркви, у олтару, при богослужењу.
Када је 1943. године, игуманија мати Катарина погинула од Бугара, сестре су у манастиру изабрале себи за игуманију мати-Теклу. Манастир се и под њеном управом лепо развијао и напредовао, премда је због њене сувише тихе нарави често била под утицајем извесних сестара, што је понекад разбијало духовну хармонију у сестринству. Зато је морала у свом животу да носи већи крсни подвиг трпљења.
Првих година после Другог светског рата и игуманија Текла имала је са својим сестрама у Јовању доста невоља од нове комунистичке власти, као што их је тада имала и никољска игуманија Илина. И то све у вези с тим што им се приписивало да и оне помажу те заостале четнике, као што су били Владо Мартиновић и Славиша. Зато су и оне из Јовања често одвођене у Чачак на саслушања и притворе, где се са њима врло грубо поступало.
Када је Јовање 1954. године осуђено на потапање, игуманија Текла са својим сестрама из Јовања прелази у манастир Никоље, где прима управу. Тако, ова добра и тиха, али недовољно енергична, игуманија постаје нестојатељица под новим условима у манастиру Никољу. Поставила је добар темељ и окупила све сестринство које је било у Јовању. Али, она, тиха, осетљива, не сналазећи се ускоро напушта Никоље и одлази у Босну, у манастир Гомионицу, без благослова свог архијереја. Тако она долази у сукоб са својим надлежним епископом Германом, који је ставља под епитимију лишавња монашког чина за изненадно напуштање свог манастира. Веровало се да је та казна незаслужена, па јој је, на заузимање епископа Василија Костића и других архијереја, чин враћен. Међутим, мати Текла од тада, са монахињом Недељом, с којом је и пошла из Никоља и под чијим је утицајем највише била, пролази и кроз низ других искушења и манастира, као што су Дечани, Свети Врачи у Зочишту, Мрзеница код Крушевца. У манастиру Мрзеници, у Нишкој епархији, захваљујући епископу Иринеју, задржала се као настојатељица 12 година. када се разболела, предала је управу манастира новој игуманији, монахињи Катарини 1975. године.
Мати Текла се 1977. године најзад смирила и упокојила у Господу, ради кога је оставила све у свету и дошла у манастир. Сахрањена је у Мрзеници поред цркве са јужне стране.